# Litueche
Litueche est une commune du Chili faisant partie de la province Cardenal Caro, elle-même rattachée à la région O'Higgins.. En 2012, sa population s'élevait à 7 557 habitants. La superficie de la commune est de 660 km2 (densité de 10 hab./km2). Une carrière d'extraction de kaolin est en activité depuis la création de la commune,.
Litueche se trouve à environ 146 kilomètres au sud-ouest de la capitale Santiago et 40 kilomètres au nord-est de Pichilemu capitale de la Province Cardenal Caro. La population était majoritairement rurale en 2006. La centrale hydroélectrique Rapel sur le rio Rapel inaugurée en 1968 est située sur le territoire de la commune. Elle comprend un barrage voute en béton haut de 112 mètres qui comporte 5 turbines pouvant fournir une puissance électrique de 377 mégawatts grâce à une chute moyenne de 76 mètres. Le territoire de la commune s'étend le long de la rive sud du lac Rapel d'une superficie de 80 km2 créé par la barrage.

Position de Litueche (en rouge) au sein de la Province de Cachapoal.